# Chűnván
Chűnván (kínaiul: 荃灣區, népszerű latin betűs átírással Tsuen Wan) Hongkong egyik kerülete, mely az Új területek városrészhez tartozik. Itt található a Számtunguk (Saam Dung Uk) Néprajzi Múzeum.